# Carolina (Provinz)

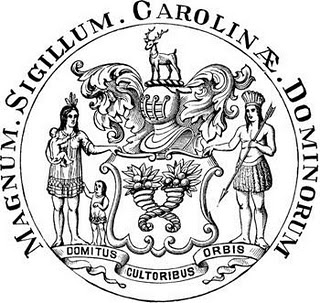
The Seal of the Province of Carolina

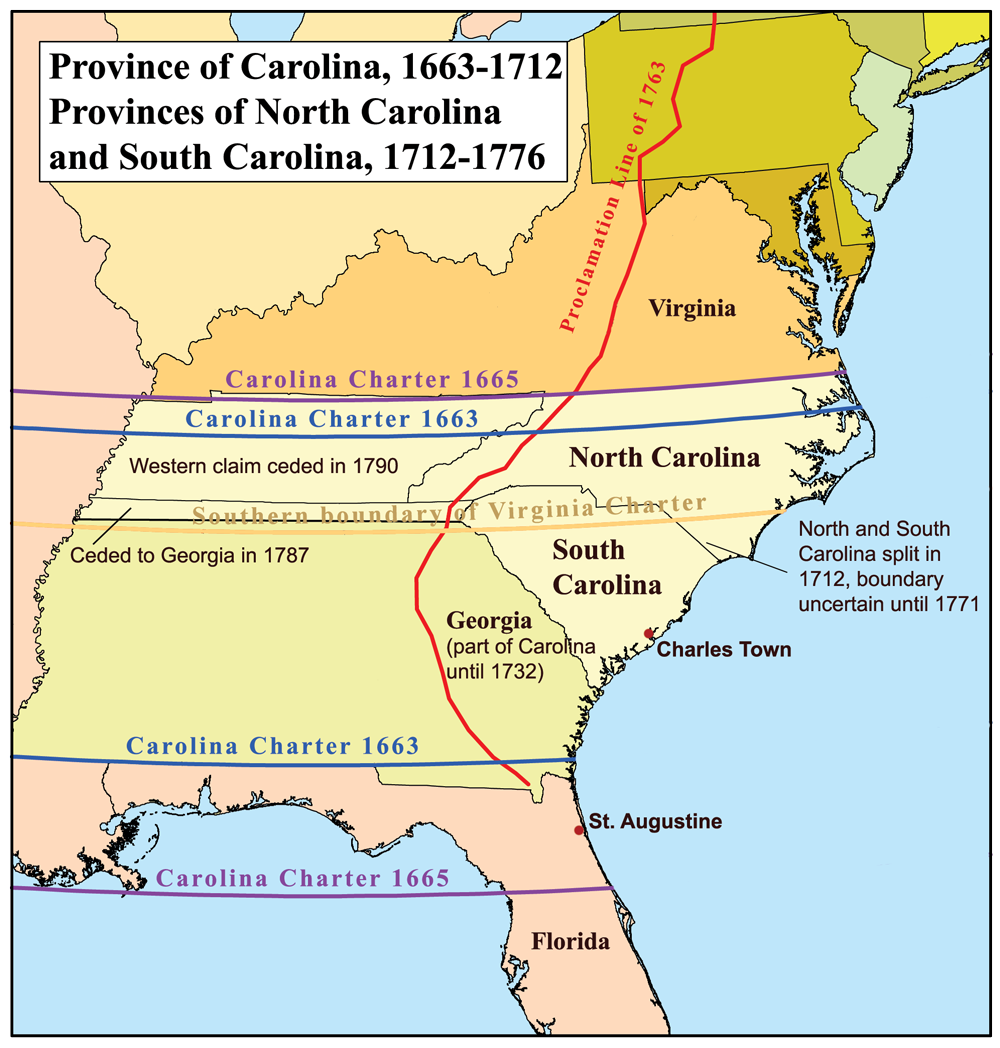
Provinz Carolina und Provinzen North und South Carolina.

Die Provinz Carolina (engl. Province of Carolina) war eine englische Kolonie in Nordamerika, die von 1663 bis 1729 bestand. 1729 wurde sie von den Besitzern, den Lords Proprietor, an die Krone verkauft und aus ihr gingen die königlichen Provinzen North Carolina und South Carolina hervor.

## Geschichte
Am 24. März 1663 übergab König Karl II. von England die Gebiete der neu gegründeten Provinz in Nordamerika mit einer Royal Charter an acht Lords Proprietor, Personen, die ihm geholfen hatten, den englischen Thron zu erlangen. Die Provinz wurde zu Ehren seines Vaters König Karls I. von England (lateinisch Carolus) Carolina genannt. Das Gebiet war schon zehn Jahre zuvor erstmals dauerhaft besiedelt worden, hauptsächlich von Auswanderern aus den Kolonien Virginia, Neuengland und Bermuda.
Die Lords Proprietor waren Edward Hyde, 1. Earl of Clarendon, George Monck, 1. Duke of Albemarle, William Craven, John Berkeley, 1. Baron Berkeley of Stratton, Anthony Ashley Cooper, 1. Earl of Shaftesbury, Sir George Carteret, Sir William Berkeley (der Bruder John Berkeleys) und Sir John Colleton. Lord Shaftesbury zeigte von ihnen das aktivste Interesse an Carolina und sein Sekretär, der Philosoph John Locke, soll eine allerdings niemals ratifizierte Verfassung entworfen haben. 1665 wurde eine weitere königliche Charter ausgestellt, die das Dokument von 1663 änderte und die nördliche Grenze so verschob, dass sie die wohlhabende und bevölkerungsreichere Albemarle-Region einschloss.
In den Jahren 1708 bis 1710 konnten sich die Verantwortlichen der Provinz wegen eines Streits um den Versuch, eine anglikanische Staatskirche zu installieren, nicht auf gewählte Vertreter einigen und die Provinz war deshalb ohne eine anerkannte und legale Regierung. Außerdem kam es zum Ausbruch eines Krieges mit den Tuscarora. Die Unfähigkeit der Lords Proprietor, notwendige Entscheidungen zu fällen, führte zur Einrichtung getrennter Regierungen für den Norden und Süden der Provinz. De facto schon 1712 in North und South Carolina getrennt, wurden die beiden Gebilde – als die Lords Proprietor ihre Besitzrechte an die Krone verkauften – im Jahr 1729 zu den folgenden Kronkolonien:
- Province of North Carolina
- Province of South Carolina

Die beiden Provinzen zählten zu den Dreizehn Kolonien in British America, die sich 1776 in der Unabhängigkeitserklärung der Vereinigten Staaten von ihrem Mutterland, dem Königreich Großbritannien, lossagten.

## Gouverneure
| Nr. | Gouverneur        | Im Amt                               | Anmerkungen |
| --- | ----------------- | ------------------------------------ | --- |
| 1   | William Sayle     | 15. März 1670 – 4. März 1671         | Ernannt durch John Yeamans |
| 2   | Joseph West       | 4. März 1671 – 19. April 1672        | 1. Amtszeit |
| 3   | John Yeamans      | 19. April 1672 – August 1674         | |
|     | Joseph West       | August 1674 – Oktober 1682           | 2. Amtszeit |
| 4   | Joseph Morton     | Oktober 1682 – August 1684           | 1. Amtszeit |
| 5   | Richard Kyrle     | August 1684 – 30. August 1684        | |
|     | Joseph West       | 30. August 1684 – 1. Juli 1685       | 3. Amtszeit |
| 6   | Robert Quary      | 1. Juli 1685 – Oktober 1685          | |
|     | Joseph Morton     | Oktober 1685 – November 1686         | 2. Amtszeit |
| 7   | James Colleton    | November 168 – 1690                  | |
| 8   | Seth Sothell      | 1690 – 11. April 1692                | |
| 9   | Philip Ludwell    | 11. April 1692 – Mai 1693            | |
| 10  | Thomas Smith      | Mai 1693 – 16. November 1694         | |
| 11  | Joseph Blake      | 16. November 1694 – 17. August 1695  | 1. Amtszeit |
| 12  | John Archdale     | 17. August 1695 – 29. Oktober 1696   | |
|     | Joseph Blake      | 29. Oktober 1696 – 7. September 1700 | 2. Amtszeit |
| 13  | James Moore       | 7. September 1700 – März 1703        | |
| 14  | Nathaniel Johnson | März 1703 – 26. November 1709        | |
| 15  | Edward Tynte      | 26. November 1709 – 26. Juli 1710    | |
| 16  | Robert Gibbes     | 26. Juli 1710 – 19. März 1712        | |
| 17  | Charles Craven    | 19. März 1712 – 23. April 1716       | In der de facto abgetrennten Provinz North Carolina amtierten die Gouverneure Edward Hyde (24. Januar 1712 – 8. September 1712), Thomas Pollock (12. September 1712 – 28. Mai 1714) und Charles Eden (28. Mai 1714 – 26. März 1722) |
| 18  | Robert Daniell    | 23. April 1716 – 1717                | In North Carolina amtierte weiterhin der Gouverneur Charles Eden |
| 19  | Robert Johnson    | 1717 – 21. Dezember 1719             | Von 1730 bis 1735 war Johnson dann Gouverneur und Vizekönig von South Carolina In North Carolina amtierte weiterhin der Gouverneur Charles Eden                                                                                     |